# Paulden
Paulden est une census-designated place (CDP) située dans le comté de Yavapai dans l'État de l'Arizona aux États-Unis. La population y était de 3 420 habitants lors du recensement de 2000.

## Démographie
| 2010  | - | - | - | - | - |
| ----- | - | - | - | - | - |
| 5 231 | - | - | - | - | - |

## Annexe